# Ditrichum rufo-aureum
Ditrichum rufo-aureum là một loài rêu trong họ Ditrichaceae. Loài này được Hampe J. H. Willis mô tả khoa học đầu tiên năm 1955.